# Naulobato
Naulobato (latino Naulobatus; Ucraina, prima del 240? – dopo il 268) principe e condottiero della popolazione germanica degli Eruli, vissuto all'epoca dell'imperatore romano Gallieno lungo le coste settentrionali del Ponto Eusino.

## Biografia

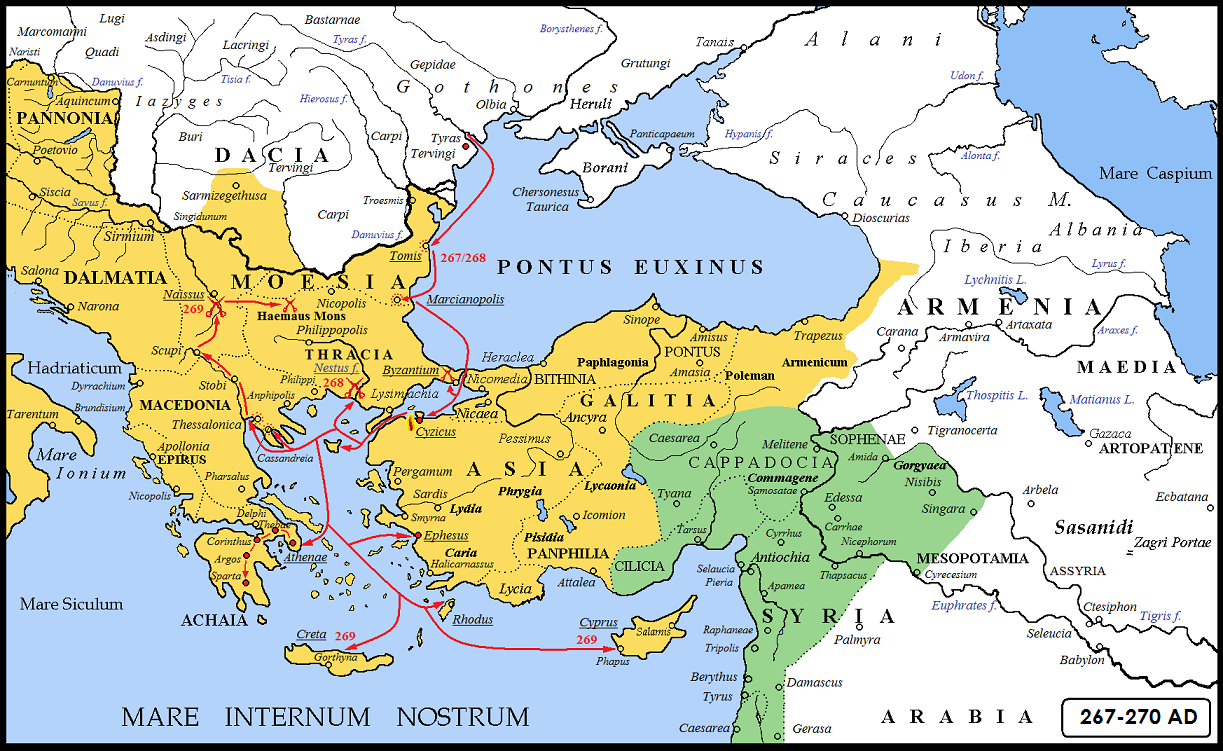
L'invasione delle genti gotiche del 267/268-270 durante i regni di Gallieno e Claudio il Gotico. In colore verde il regno di Palmira della regina Zenobia e Vaballato.

Con la fine del 267 o gli inizi del 268 una nuova ed immensa invasione da parte dei Goti, unitamente a Peucini, agli "ultimi arrivati" nella regione dell'attuale mar d'Azov, gli Eruli, ed a numerosi altri popoli, prese corpo dalla foce del fiume Tyras (presso l'omonima città). Questa immensa invasione come ce la descrive la Historia Augusta, diede l'avvio ad una serie di devastazioni tra le più incredibili del III secolo: furono toccate quasi tutte le coste e l'entroterra delle province romane dell'Asia Minore, della Tracia e della stessa Acaia.
(Historia Augusta - Claudio II il Gotico, 6.2-8.1.)
I barbari, volte le loro vele verso Cizico che assediarono senza esito e pur subendo presso Bisanzio una parziale sconfitta da parte dell'esercito romano accorrente, continuarono le loro incursioni costeggiarono l'Ellesponto, fino a giungere a Monte Athos. Ricostruite alcune delle loro navi distrutte dalla precedente tempesta, si divisero in almeno tre colonne: 
Una di queste armate, giunta in prossimità della foce del fiume Nestus o Nessos, tentò di risalire il fiume verso nord, ma intercettata dalle armate romane, subì una cocente sconfitta ad opera dello stesso Gallieno, accorso per l'occasione. Si racconta, infatti, che Gallieno, riuscì a battere le orde dei barbari, tra cui certamente i Goti, uccidendone un gran numero (primavera del 268). In seguito a questi eventi offrì al capo degli Eruli, un certo Naulobato, gli ornamenta consularia, dopo che quest'ultimo (identificabile con gli Sciti della Historia Augusta), formato un convoglio di carri, aveva tentato di fuggire attraverso il monte Gessace (ovvero gli attuali Monti Rodopi).

### Fonti primarie
- Corpus Inscriptionum Latinarum.
- Eutropio, Breviarium ab Urbe condita, libro 9.
- Giorgio Sincello, Selezione di cronografia.
- Historia Augusta, I due Gallieni e Claudio.
- Zosimo, Storia nuova, libro 1.

### Fonti secondarie
- (ES) Julio Rodriguez Gonzalez, Historia de las legiones Romanas, Madrid, 2003.
- (EN) Michel Grant, Gli imperatori romani, storia e segreti, Roma, 1984, ISBN 88-541-0202-4.
- (EN) David Magie, Roman Rule in Asia Minor to the End of the Third Century After Christ, Princeton, 1950, ISBN 0-405-07098-5.
- Santo Mazzarino, L'impero romano, Bari, 1973, ISBN 88-420-2377-9, e.
- Roger Rémondon, La crisi dell’impero romano, da Marco Aurelio ad Anastasio, Milano, 1975.
- (EN) Chris Scarre, Chronicle of the roman emperors, New York, 1999, ISBN 0-500-05077-5.
- (EN) Pat Southern, The Roman Empire: from Severus to Constantine, Londra & New York, 2001, ISBN 0-415-23944-3.
- (EN) Alaric Watson, Aurelian and the Third Century, Londra & New York, 1999, ISBN 0-415-30187-4.